# Conquista de las Beiras
La conquista de las Beiras, fue dirigida por el rey Fernando Magno de León, que reconquistó a los moros toda la región entre el Duero y el Mondego entre 1055 y 1064.

## Contexto
En 1009 el califa Hisham II de Córdoba fue depuesto por su primo Muhámmad II, y estalló una guerra civil en al-Ándalus. El resultado fue la fragmentación del califato en varios emiratos o reinos taifa independientes, rivales entre sí, circunstancia que favoreció la expansión de los reinos cristianos del norte.
En 1009 o 1013 se creó la taifa de Badajoz, tras el colapso del califato cordobés, por el liberto Sabur, antiguo esclavo eslavo del califa Alhakén II. El reino dominaba gran parte de la antigua Lusitania, incluidas Mérida y Lisboa. A la muerte de Sabur en 1022, le sucedió en el poder su visir Abdallah Ibn al-Aftas, a pesar de tener dos hijos. Al-Aftas era un bereber andalusí (es decir, de la Península Ibérica) que no respetó la sucesión natural de Sabur. Sus hijos huyeron a Lisboa, fundando allí otra taifa, que más tarde fue reconquistada por la de Badajoz. Abdallah fundó su propia dinastía, los aftasíes, que tuvo cuatro monarcas sucesores.
Desde 1050, el emir de Badajoz Modafar estaba en guerra con el emir de Sevilla Al-Mutádid, conflicto del que Almodafar salió derrotado y debilitado, habiendo firmado la paz al año siguiente.

### La campaña de Lamego, 1057
En 1054, el emperador Fernando Magno de León preparó una campaña militar en Tierra de Campos para ampliar hacia el sur los territorios del oeste peninsular que había perdido a manos de los moros en 987 durante la XXVIII Campaña de Almançor. En el verano del año siguiente entró en Portugal, cruzando el Duero desde Zamora. El objetivo parece haber sido la ciudad de Lamego.
Lamego fue conquistada el 29 de noviembre de 1057 tras una dura campaña en la que los habitantes musulmanes de la ciudad fueron esclavizados y sus bienes expropiados para la restauración de las iglesias locales. La conquista de Lamego dio a Fernando Magno el control de la cuenca del Duero. El rey regresó temporalmente a Galicia y se encontraba en el monasterio de Celanova el 9 de junio.

### La campaña de Viseo, 1058
A esto siguió la conquista de Viseo el 25 de julio de 1058, el ataque a esta ciudad animado por el espíritu de represalia por la muerte de Alfonso V durante el infructuoso asedio de 1028.
El rey avanzó en dirección a Santarém y se encontró con Modafar en el río Tajo, Fernando a caballo en el agua y el emir en una barca, y se acordó un tributo de 5000 dinares a cambio de la paz. El 1 de septiembre de 1058, el rey ya estaba de regreso a Sahagún.

### La campaña de Coimbra, 1064
En 1063, el Emperador llevó a cabo una gran incursión contra los reinos de Sevilla y Badajoz, de los que comenzó a recibir páreas o tributos. Ese año, el señor de Tentúgal, Sesnando Davídiz, mozárabe que había servido en la Corte de Córdoba y casado con la hija del último conde de Portucale, propuso a Fernando la conquista de la ciudad de Coimbra. La expedición comenzó a prepararse en diciembre de 1063 y tras una peregrinación a Santiago de Compostela, en la que participó toda la familia real, la ciudad de Coimbra fue atacada el 20 de enero de 1064, inicio de un duro asedio que duraría seis meses.
La guarnición musulmana resistió con vigor los ataques cristianos. La situación alimentaria y de abastecimiento de los cristianos no era la mejor, lo que llevó a Fernando a plantearse el levantamiento del asedio. Tras seis meses, consiguió romper las murallas de la ciudad con arietes, y los gobernantes musulmanes intentaron rendirse a cambio de sus vidas antes del ataque final, llegando incluso el general musulmán a entregarse a Fernando con su familia. El resto de la población, sin embargo, no aceptó rendirse y continuó resistiendo hasta que se les acabaron los víveres y la ciudad fue tomada violentamente por asalto, muriendo muchos y siendo hechos prisioneros 5000 moros. Fernando entró en la ciudad el 9 de julio de 1064. Sisnando tomó posesión de la ciudad.  Gobernaría la recién reconquistada región hasta su muerte en 1091.
Hasta 1064, también fueron conquistados los castillos de Seia, Tarouca, Marialva, São Martinho de Mouros, Travanca, Gouveia y Penalva do Castelo, entre otras muchas plazas.